# 5543 Sharaf
Az 5543 Sharaf (ideiglenes jelöléssel 1978 TW2) a Naprendszer kisbolygóövében található aszteroida. Nyikolaj Sztyepanovics Csernih fedezte fel 1978. október 3-án.